# Eddie Riggs (personagem)
Eddie Riggs é o protagonista do jogo eletrônico Brütal Legend, desenvolvido pela Double Fine Productions e publicado em 2009. O personagem, dublado por Jack Black, é um roadie de heavy metal que se vê transportado para um mundo inspirado no metal clássico, onde lidera uma rebelião contra forças demoníacas. Eddie tornou-se um ícone cult entre os fãs de jogos e da música pesada, sendo frequentemente lembrado por seu carisma e pelo visual estilizado do jogo.

## Conceito e inspiração
O nome Eddie Riggs é uma homenagem direta ao mascote da banda Iron Maiden, Eddie the Head, e ao artista Derek Riggs, criador de muitas das icônicas capas de álbuns da banda. O personagem foi concebido por Tim Schafer como parte da visão de Brütal Legend como uma verdadeira carta de amor ao universo do heavy metal, celebrando tanto sua estética quanto sua atitude irreverente.

## Biografia fictícia
Eddie Riggs trabalha inicialmente como roadie de uma banda fictícia chamada Kabbage Boy. Após um acidente em um show, seu sangue ativa um amuleto místico que o transporta para um universo paralelo conhecido como Mundo do Metal, uma terra dominada por demônios e inspirada visualmente em capas de álbuns de heavy metal.
No novo mundo, Eddie alia-se a um grupo de rebeldes liderado por Lars e Lita Halford e pela guerreira Ophelia, tornando-se rapidamente o líder da resistência contra o tirano Doviculus e seu general Lionwhyte.

### Características e habilidades
Eddie utiliza três itens principais durante o jogo:
- The Separator: um machado de combate.[7]
- Clementine: uma guitarra elétrica mágica que executa feitiços e ataques à distância.[8]
- The Deuce (também conhecido como Druid Plow): um carro customizado, usado tanto para transporte quanto para combate.[9]

Esses equipamentos são fundamentais para a jogabilidade de Brütal Legend, combinando ação hack and slash, estratégia em tempo real e exploração de mundo aberto. A guitarra Clementine, por exemplo, pode invocar raios, causar terremotos e chamar veículos aliados, enquanto The Deuce é essencial para atravessar os cenários e participar de batalhas contra hordas de inimigos.

## Recepção e legado
A dublagem de Jack Black como Eddie Riggs foi elogiada por sua naturalidade e carisma, equilibrando humor e emoção. Críticos destacam que a narrativa de Eddie e do universo é um dos maiores pontos fortes do jogo, superando o ritmo irregular da jogabilidade.
Eddie Riggs tornou-se um ícone cult entre os fãs de jogos e do heavy metal, sendo lembrado tanto por sua personalidade irreverente quanto pelo universo estilizado em que está inserido. O personagem representa uma homenagem aos profissionais que trabalham nos bastidores da indústria da música e à estética exagerada do metal clássico. Além de entretenimento, Eddie foi reconhecido como um personagem marcante: em 2011, leitores da Guinness World Records Gamer’s Edition o colocaram entre os 50 melhores personagens de jogos eletrônicos de todos os tempos.